# Morris West

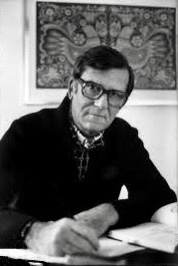
Zdjęcie Morrisa Westa

Morris Langlo West (ur. 26 kwietnia 1916, zm. 9 października 1999) – australijski powieściopisarz i
dramaturg, znany z powieści Adwokat diabła (1959), Sandały rybaka (1963) oraz Klauni Boga (1981). Jego książki zostały opublikowane w 27 językach i sprzedały się w ponad 60 milionów egzemplarzy na całym świecie. Jego prace najczęściej koncentrowały się na polityce międzynarodowej i roli kościoła katolickiego w sprawach międzynarodowych. Jedno z jego najsłynniejszych dzieł, Sandały rybaka (1963), opisuje wybór i karierę słowiańskiego papieża, 15 lat przed historycznym wybraniem Karola Wojtyły na papieża Jana Pawła II.

## Życiorys
Urodził się w Melbourne. Jego rodzicami byli Charles Langlo West i Florence Guilfoyle Hanlon. Miał pięcioro rodzeństwa. Ukończył Christian Brothers (Kongregacja Braci w Chrystusie) College w St Kilda. Ukończył studia na Uniwersytecie w Melbourne w 1937 roku i pracował jako nauczyciel w Nowej Południowej Walii i Tasmanii. Spędził 12 lat w klasztorze Kongregacji Braci w Chrystusie, składając roczne śluby, ale opuścił klasztor w 1941 roku, nie składając ślubów ostatecznych. W tym samym roku ożenił się (to pierwsze małżeństwo nie przetrwało) i zaciągnął się do Royal Australian Air Force (RAAF). Na pewien czas został oddelegowany z RAAF do pracy dla Billy'ego Hughesa, byłego premiera Australii. Po uzyskaniu sławy jako twórca seriali radiowych, wyjechał z Australii w 1955 roku, aby pisać. Mieszkał w Austrii, 10 lat we Włoszech, w Anglii i Stanach Zjednoczonych, w końcu wrócił w 1980 roku do Australii. W tym okresie pracował jako korespondent z Watykanu dla Daily Mail. Jego syn, C. Chris O'Hanlon powiedział, że spędził swoje pierwsze 12 lat życia w 12 różnych krajach.
Z drugą żoną, poślubioną w 1952 Joyce Lawford, miał czworo dzieci, Christophera, Paula, Michael i córkę Melanie.

## Twórczość
Głównym tematem większości prac Westa było zagadnienie: jeśli tak wiele organizacji wykorzystuje skrajną przemoc w złych celach, kiedy i w jakich okolicznościach jest moralnie dopuszczalne aby ich przeciwnicy odpowiedzieli przemocą?
Pisał niemal bez poprawek. Pierwsza wersja jego rękopisów zazwyczaj nie bardzo różniła się od ostatecznej wersji drukowanej.
W 1993 roku ogłosił, że napisał swoją ostatnią książkę, jednak napisał potem kolejne trzy powieści i dwie książki non-fiction.
Morris West zmarł podczas pracy przy biurku przy ostatnich rozdziałach powieści Ostatnie wyznanie, o procesie i uwięzieniu Giordano Bruno, który został spalony na stosie za herezję w 1600 roku. Bruno był osobą, z którą West dawno sympatyzował, a nawet się identyfikował. W 1969 roku opublikował sztukę The Heretic na ten sam temat. Premiera sztuki odbyła się w Londynie w 1970 roku. West zmarł, gdy napisał około połowę tej ostatniej powieści.
Ostatni napisany akapit brzmiał: „Nie potrafię napisać dzisiaj nic więcej... kto wie, jakie koszmary mogę obudzić”.
Rodzina Westa zdecydowała się opublikować powieść w 2000 roku, w formie niekompletnej, bez edycji, pozostawiając czytelnikom swobodę wyobrażenia sobie, jak historia może się skończyć.

### Fikcja
- Moon in My Pocket (1945, pod pseudonimem "Julian Morris")
- Gallows on the Sand (1956)
- Kundu (1956)
- The Big Story. (1957; The Crooked Road)
- The Second Victory (1958; Backlash)
- McCreary Moves In (1958, pod pseudonimem "Michael East")
- The Devil's Advocate (powieść) (1959) polskie: Adwokat diabła
- The Naked Country (1960, także The Concubine, pod pseudonimem "Michael East")
- Daughter of Silence (1961)
- The Shoes of the Fisherman (1963) polski tytuł: Sandały rybaka
- The Ambassador (1965)
- The Tower of Babel (1968)
- Summer of the Red Wolf (1971)
- The Salamander (1973) polski tytuł: Salamandra
- Harlequin (1974)
- The Navigator (1976)
- Proteus (1979)
- The Clowns of God (1981)
- The World Is Made of Glass (1983)
- Cassidy (1986) polski tytuł: Zemsta (Cassidy)
- Masterclass (1988)
- Lazarus (1990)
- The Ringmaster (1991)
- The Lovers (1993)
- Vanishing Point (1996) polski tytuł: Znikający punkt
- Eminence (1998),
- The Last Confession (2000, wydanie pośmiertne)

### Sztuki teatralne
- The Mask of Marius Melville (1945; serial radiowy)
- Trumpets in the Dawn (serial radiowy)
- Genesis in Juddsville
- The Illusionists (1955)
- The Devil’s Advocate (1961)
- Daughter of Silence (1962)
- The Heretic (1969)[9]
- The World Is Made of Glass (1982)

### Non-fiction
- Children of the Sun: The Slum Dwellers of Naples (1957)[5] (tytuł amerykański: Children of the Shadows: The True Story of the Street Urchins of Naples)
- Scandal in the Assembly: A Bill of Complaints and a Proposal for Reform of the Matrimonial Laws and Tribunals of the Roman Catholic Church (1970, z Robertem Francis)
- View from the Ridge: The Testimony of a Twentieth-century Pilgrim (1996), Sydney: HarperCollins.
- Images & Inscriptions. Selected and arranged by Beryl Barraclough (1997), Sydney: HarperCollins.

### Adaptacje filmowe
- Trzewiki rybaka (1968) grali: Anthony Quinn[3], Laurence Olivier i John Gielgud[10]
- Des Teufels Advokat (1977) grali John Mills[3], Daniel Massey, Paola Pitagora i Stéphane Audran
- The Naked Country (1984)
- Drugie zwycięstwo (The Second Victory, 1986)
- Cassidy (1989)

## Przekłady na język polski
- Morris West: Żeglarz. Tłum. Adam Szymanowski. Warszawa: Instytut Wydawniczy Pax, 1980. ISBN 83-211-0126-7. Brak numerów stron w książce
- Morris West: Salamandra. Tłum. Adam Szymanowski. Warszawa: "Pax" : Agencja RTW-Colibri, 1992. ISBN 83-85493-17-4. Brak numerów stron w książce
- Morris West: Adwokat diabła. Tłum. Maja Marcinkowska. Toruń: Crime and Thriller, 1992. ISBN 83-85318-23-2. Brak numerów stron w książce
- Morris West: Córka milczenia. Tłum. Katarzyna Łukomska. Toruń: Crime & Thriller, 1993. ISBN 83-85318-30-5. Brak numerów stron w książce
- Morris West: Zemsta. Tłum. Krzysztof Aleksander. Warszawa: Wydawnictwo Petra, 1994. ISBN 83-85526-19-6. Brak numerów stron w książce
- Morris West: Adwokat diabła. Radom: Polwen - Polskie Wydawnictwo Encyklopedyczne, 2006. ISBN 83-89862-60-3. Brak numerów stron w książce
- Morris West: Sandały rybaka. Kraków: Wydawnictwo WAM, 2009. ISBN 978-83-7505-478-1. Brak numerów stron w książce